# Le Mystérieux X
Pour plus de détails, voir Fiche technique et Distribution.
Le Mystérieux X (titre original : Det hemmelighedsfulde X) est un film danois muet réalisé par Benjamin Christensen, sorti en 1914. Il est conservé à la Cinémathèque danoise et au Museum of Modern Art

## Synopsis
Un officier de marine est accusé à tort d'espionnage, et celui qui l'a fait accuser tente de faire chanter sa femme.

## Fiche technique
- Titre : Det hemmelighedsfulde X
- Titre français : Le Mystérieux X[2]
- Réalisation : Benjamin Christensen
- Scénario : Laurids Skands, Benjamin Christensen
- Directeur de la photographie : Emil Dinesen
- Pays d'origine :  Danemark
- Sociétés de production : Dansk Biograf Compagni
- Lieu de tournage : Elseneur
- Longueur : 1 977 mètres, 84 minutes
- Format : Noir et blanc - 1,33:1 - Muet
- Date de sortie :
  -  Danemark : 23 mars 1914
  -  États-Unis : avril 1914

## Distribution
- Benjamin Christensen
- Karen Caspersen
- Otto Reinwald
- Fritz Lamprecht
- Amanda Lund
- Hermann Spiro
- Bjørn Spiro
- Charles Løwaas
- Holger Rasmussen
- Svend Rindom
- Robert Schmidt
- Finn Wennerwald

## Accueil
- « One modern critic termed this classic of the Danish silent screen, "a bad story translated into moving pictures with a visual energy that still commands respect." » Hans J. Wollstein [3]